# Bokuseki

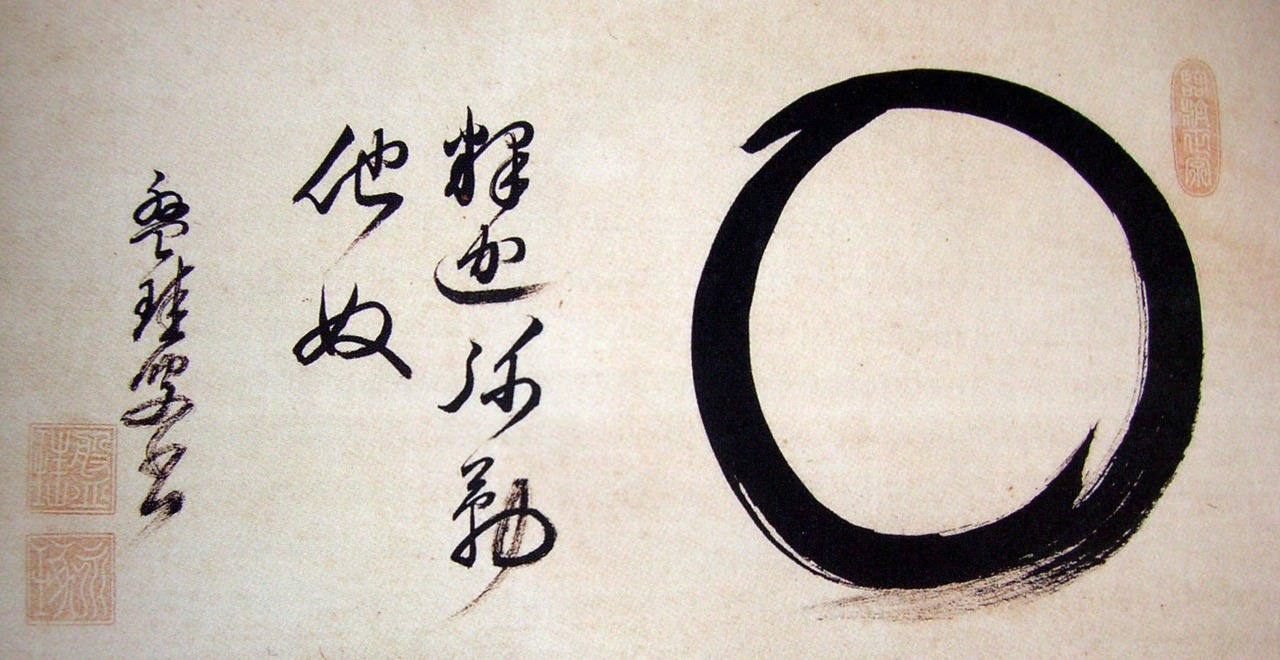
Bokuseki mit Enso

Bokuseki (jap. 墨跡, dt. „Tuschspur“) ist eine Form der japanischen Kalligraphie (Shodō). Sie wurde als ein spezieller Zenga-Stil von Zen-Mönchen entwickelt.
Bokuseki zeigt jedoch nicht nur die Form eines Schriftzeichens und drückt nicht nur den Inhalt dieses Zeichens aus, wobei (gerade im Westen und in jüngerer Zeit) auch zunehmend Tuschspuren entstehen, die kein Schriftzeichen wiedergeben und somit nicht „übersetzbar“ sind. Vielmehr gilt: Tuschspuren sind stets das lebendige Dokument eines intensiv erlebten Augenblicks. Je kraftvoller der Moment gelebt wird, in dem die Tuschspur entsteht, umso mehr wird ihr Wesen in ihr gegenwärtig. Mit den Worten eines Meisters des Bokuseki: „Die Tuschspur ist keine Schönschrift; sie ist etwas, das vom Urgrund kommt. Wenn man ein Zeichen macht, dann muss man selbst diese Wesensnatur sein.“
Bokuseki entsteht somit in einem kurzen unwiederholbaren Augenblick, in einem einzigen auf Meditation und (mitunter jahrelanger) Übung gegründeten Akt: Innere Spannung, Dynamik, Energie der Tuschspur – dies alles wird zu einem „Abdruck des Geistes“.
Bokuseki geschieht in der Absicht, dass in jeder Tuschspur letztlich Zen verwirklicht wird; ja oftmals ist sie auch Ausdruck der Zazen-Praxis des Einzelnen, die sich in einer körperlich-künstlerischen Handlung veranschaulicht.